# Johann Dietrich Philipp Christian Ebeling
Johann Dietrich Philipp Christian Ebeling auch Johann Philipp Ebeling genannt (* 31. Dezember 1753 in Lüneburg; † 12. Januar 1795 in Parchim) war ein deutscher Arzt und Übersetzer.

## Leben
J. P. Ebeling war ein Sohn des evangelischen Geistlichen Johann Just Ebeling (1715–1783), der Superintendent von Lüneburg wurde.
Ebeling studierte ab 1773 Medizin in Göttingen, 1774–1776 in Straßburg und ab 1777 in Edinburgh. Er promovierte 1779 in Glasgow und ließ sich im selben Jahr als Arzt in Hamburg nieder. 1780 wurde er Stadtphysikus in Parchim, 1782 Kreisphysikus. Er übersetzte viele englische und französische Werke medizinischen, historischen und geographischen Inhalts.
Sein älterer Bruder war der Bibliothekar und Aufklärer Christoph Daniel Ebeling; einer seiner Enkel war der Schriftsteller Adolf Ebeling.
Aus Ebelings Ehe mit Anna Wilhelmine, geb. Rönnberg, Tochter des 1785 in Parchim verstorbenen Kaufmanns Joachim Simon Rönnberg, hatte er acht Kinder, darunter:
- den späteren Übersee-Kaufmann Friedrich Justus Joachim Ebeling (geb. 1812),
- den späteren Mediziner und Stadtphysikus von Hamburg Christian Ludwig Daniel Friedrich Ebeling (1785–1833) und
- den späteren Juristen und mecklenburg-schwerinschen Hofadvokaten in Hamburg Johann Levin Christian Ebeling (1788–1879).[1]

Ebelings Witwe verband sich am 28. Juli 1797 in zweiter Ehe mit dem Hofsyndikus und damaligen Bürgermeister von Parchim, David Bernhard Löscher († 16. Dezember 1812), mit dem sie noch vier Kinder hatte.

## Werke und Übersetzungen
Dissertation
- Dissertatio de quassia et lichene Islandico. Glasgow 1779

Übersetzungen (Auswahl)
- Sonnerat’s Reise nach Neuguinea. Aus dem Französischen übersetzt von J. P. Ebeling der Arzneygelahrtheit Beflissenen. Weygand, Leipzig 1777 (Digitalisat)
- Wilhem Cullens Materia Medica oder Lehre von den Arzneimitteln … aus dem Englischen, mit Zusätzen versehen von J. P. Ebeling. Weygand, Leipzig 1781 (Digitalisat)
- Alexander Hamiltons [1739–1802] Unterricht in der Behandlung der Frauenzimmer und neugeborner Kinderkrankheiten. Christ. Gottlieb Hertel, Leipzig 1793 (Digitalisat)
- Statistische Nachrichten von Schottland aus Beschreibungen der verschiedenen Kirchspiele, die von den Pfarrern mitgetheilet wurden zusammengetragen von Sir John Sinclair. Bart. Im Auszuge aus dem Englischen übersetzt von Johann Philipp Ebeling, Weidman, Leipzig 1794–1796 Band I (1794) (Digitalisat); Band II (1796) (Digitalisat)